# 福岡市立席田中学校
福岡市立席田中学校（ふくおかしりつむしろだちゅうがっこう）は、福岡県福岡市博多区東平尾にある公立の中学校である。通称「席中（むしちゅう）」。

## 概要
1973年創立。東平尾公園の敷地に隣接し、アクシオン福岡と福岡空港の間に位置している。生徒数は約580名程度で、各学年6クラス及び特別支援学級2クラスが存在する。
福岡空港の騒音対策として設けられていた学校近くの空き地を活用し、学校菜園が2012年に整備された。主に園芸クラブが活動している。菜園の場所
小学校校区は席田小学校・月隈小学校・東月隈小学校の3校区。

### 校訓
健康　意欲　自主

### 4つの合言葉（席田スタンダード）
「あいさつ」、「掃除」、「勉強」、「団結」

## 沿革
- 1973年（昭和48年）
  - 9月1日 - 福岡市立東光中学校から分離独立
- 1980年（昭和55年） - 体育館竣工
- 1982年（昭和57年） - 武道場竣工
- 1983年（昭和58年）
  - 11月19日 - 創立10周年記念式典
- 1993年（平成5年）
  - 11月6日 ‐ 創立20周年記念式典
- 2009年（平成21年） - 特別支援学級開級
- 2012年（平成24年） - 学校菜園が完成
- 2013年（平成25年）
  - 11月1日 ‐ 創立40周年記念式典
- 2020年（令和2年） - LGBT対応・熱中症対策のため制服を変更し、新標準服（ブレザー・スラックス・スカート・キュロット・カッターシャツ・ブラウス・開襟シャツ・ポロシャツ・ネクタイ・リボン）を制定
- 2023年（令和5年）
  - 11月10日 - 創立50周年記念式典

## 部活動

### 運動部
- 野球部
- サッカー部
- 男子バスケットボール部
- 女子バスケットボール部
- 男子バレーボール部
- 女子バレーボール部
- 男子ソフトテニス部
- 女子ソフトテニス部
- 陸上競技部
- 柔道部
- 剣道部

### 文化部
- 吹奏楽部
- 美術部
- 園芸クラブ（他の部活動と兼任可能・校内花壇整備・学校農園苗植え収穫）
- 放送クラブ（他の部活動と兼任可能・体育大会進行放送・昼食時音楽放送・他司会進行等）

## 生徒会活動
会長1名、副会長2名、書記2名、各専門委員長、各副専門委員長の計17名で活動している。

### 専門委員会
- 評議専門委員会
- 学習専門委員会
- 生活専門委員会
- 整美専門委員会
- 保体専門委員会
- 広報専門委員会
- 厚生専門委員会

## 学校行事
- 4月
  - 入学式
  - 1年生自然教室

- 5月
  - 体育大会

- 6月
  - 平和学習

- 9月
  - 生徒会立会演説会（生徒会役員改選）
  - 人権学習

- 10月
  - 合唱コンクール

- 11月
  - 生徒総会

- 12月
  - 修学旅行（2年生）

- 1月
  - 3年生を送る会

- 2月
  - 立志式（2年生）

- 3月
  - 卒業式

## 交通・アクセス
- 西鉄バス 「席田中学校前」バス停より徒歩3分・「アクシオン福岡前」バス停より徒歩3分（バス通学可能）[4]。 (立花寺・金隈方面からは福岡県道45号福岡空港線上にある「宝満尾」バス停が利用可能。)
- 生徒の安全を図る為、許可車以外の車の乗り入れは禁止とされている（職員以外の駐車場は無し）。

## 学校周辺
- ベスト電器スタジアム（旧レベルファイブスタジアム）
- 東平尾公園
- 福岡空港
- 福岡市立席田小学校
- 福岡市立月隈小学校
- 福岡市立東月隈小学校
- 福岡市立南福岡特別支援学校